# 페르난다 안드라지
페르난다 안드라지(브라질 포르투갈어: Fernanda Andrade, 1984년 3월 8일 ~ )는 브라질 출신으로 미국에서 주로 활동하는 배우이다.
상조제두스캄푸스에서 태어났다.

## 방송
- 넥스트

## 영화
- 퍼펙트 파트너 (2019년)
- 더 뷰티풀 원스 (2016년)
- 데빌 인사이드 (2012년) - 이사벨라 로시 역
- 폴른 (2007년)
- 폴런 (2006년)